# Walt Disney Music Company
La Walt Disney Music Company a été créée le 1er octobre 1949 afin de produire et distribuer les productions musicales des Walt Disney Productions. Elle est affiliée à l'American Society of Composers, Authors and Publishers (ASCAP), actuellement l'un des trois organismes de gestion de droits d'auteurs aux États-Unis (équivalents de la SACEM).
Elle est associée aux Walt Disney Records eux rattachés au Buena Vista Music Group qui comprennent un autre label affiliée à un autre organisme de gestion de droits d'auteur, la Wonderland Music Company. Il ne faut pas confondre cette société avec la Walt Disney Music Publishing qui gère les droits phonographiques des productions Disney.

## Historique
Fin 1949, Walt Disney décide de ne plus partager avec les maisons de disques des chanteurs associés à ses films. Il fonde la Walt Disney Music Company le 1er octobre 1949, affiliée à l'American Society of Composers, Authors and Publishers (ASCAP) pour conserver les droits de Cendrillon (1950).
En 1950, Roy Oliver Disney le frère de Walt, dissocie la production de bandes dessinées des produits dérivés en créant Walt Disney Publications, son directeur Jimmy Johnson se voit confier la division musicale,.
En 1952, Disney crée une société similaire mais affiliée à la Broadcast Music Incorporated (BMI), la Wonderland Music Company.
En 1954, les revenues de Walt Disney Music Company chutent mais la société parvient à dégager un profit. En 1955, Wonderland devient le label de Davy Crockett et les deux filiales d'édition musicale retrouvent la profitabilité tandis que leurs données financières sont désormais combinées.
De 1981 à 1986, le président de la société est Gary Krisel, nommé vice-président à mi-temps de Walt Disney Television Animation en 1984, il le devient à plein temps après 1986.